# Prąd zmienny

Rodzaje zmienności prądu

Prąd zmienny – prąd elektryczny, dla którego wartość natężenia zmienia się w czasie w dowolny sposób.
W zależności od charakteru tych zmian można wyróżnić następujące rodzaje prądu:
- prąd okresowo zmienny
  - prąd tętniący
  - prąd przemienny
- prąd nieokresowy

Wszystkie powyższe pozycje poza ostatnią są przypadkami szczególnymi prądu zmiennego i mają one swoje specjalne znaczenie w elektrotechnice i elektronice. Prąd zmienny nieokresowy może reprezentować prąd o dowolnej zmienności w czasie (szara krzywa na rysunku), lub też prąd zmieniający się zgodnie z określoną funkcją matematyczną lub na skutek określonego zjawiska fizycznego. Na przykład uderzenie pioruna powoduje powstanie fali udarowej o określonym kształcie, która przebiega jednorazowo, nie ma więc charakteru okresowego.
Często termin prąd zmienny stosowany jest do prądu okresowego przemiennego o przebiegu sinusoidalnym (ang.: alternating current, AC).